# Juupajoki
Juupajoki è un comune finlandese di 1768 abitanti, situato nella regione del Pirkanmaa.